# Локалита Топо Басо (Сијена)
Локалита Топо Басо је насеље у Италији у округу Сијена, региону Тоскана.
Према процени из 2011. у насељу је живело 62 становника. Насеље се налази на надморској висини од 339 м.